# 野間城 (摂津国)
野間城（のまじょう）は、大阪府豊能郡能勢町野間中にあった日本の城（山城）。

## 概要
仁安3年（1168年）に多田源氏の流れを汲む野間高頼によって築かれたと伝わる。野間氏は、摂津能勢地方において同族の能勢氏、余野氏と共に能勢三惣領の一つとされている。
南北朝時代 (日本)の城主は内藤満幸で、その娘は南朝側の楠木正成の長男楠木正行に嫁いだ。満幸が北朝側の高師直に寝返ったため離縁され、摂津池田氏の池田教依に嫁ぎ直したとされる。
天正年間（1573年‐1591年）には高頼の後裔野間豊後守資持が在城していたと伝わっている。